# 제기차기

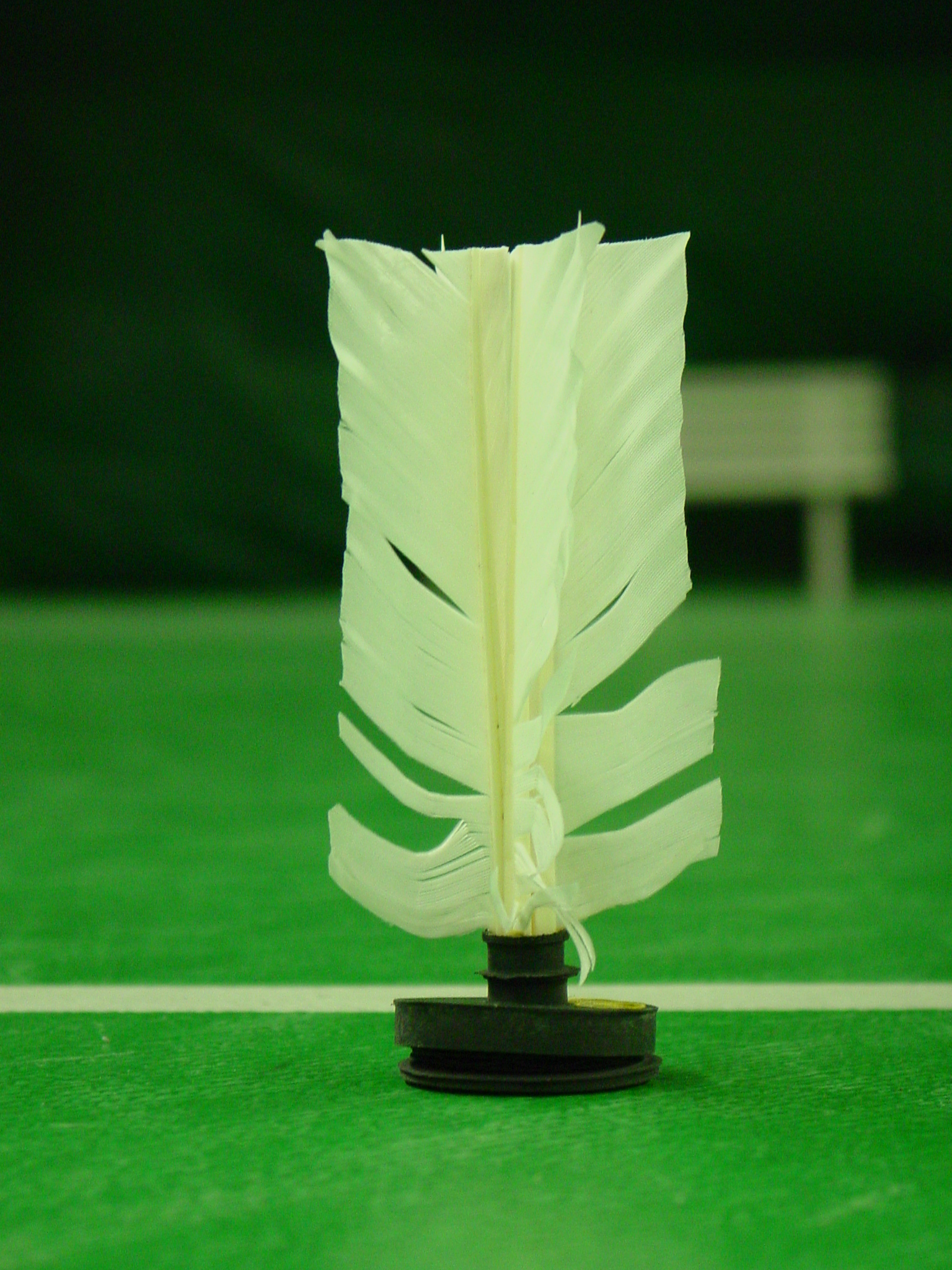
제기차기

제기차기는 한국의 민속놀이로서 설날 때를 중심으로 아이들이 겨울철에 즐기는 놀이이다. 구멍 뚫린 엽전을 종이로 싸서 구멍으로 빼내어 만든 것도 있고, 기다란 풀을 묶어서 만든 제기도 있는데, 발로 차서 떨어뜨리지 않고 많이 차는사람이 이긴다. 오늘날에는 비닐로 만든 제기를 사서 놀기도 한다.

## 유래
그 유래는 정확히 알려지지 않았다. 다만, 고대 중국에서 무술 연마용으로 고안된 놀이에서 연유한다는 설이 위주이다

## 제기 차는 방법
제기차기의 방법으로는 한쪽 발을 땅에 대지 않고 공중에 든 채 계속 차는 '발 들고 차기', 양쪽 발로 번갈아 차는 '양발 차기', 한 발로만 차는 '외발 차기', 뒤쪽으로 차올리는 '뒷발 차기' 등이 있다.
《땅강아지》
가장 일반적인 방법으로 한발로 제기를 차 올리는 방법이다.
《헐렁이》
땅강아지와 방법은 동일하지만 제기를 차 올리는 발이 땅에 닿아서는 안된다.
《양발차기》
땅강아지와 방법은 동일하고 양발을 번갈아 가면서 제기를 차 올리는 방법이다.

《쌍발차기》
두 번씩 양발로 번갈아가면서 찬다

## 놀이 방법
제기 차는 방법을 달리하여 많이 차올린 사람이 이기거나 편을 나눌 경우, 차올린 횟수가 많은 편이 이기게 된다. 여럿이서 동그랗게 모여서 서로 제기를 차는 방법도 있는데 발을 땅에서 떼면 꼭 제기를 차야 한다. 차기 위해서 발을 땅에서 떼었는데 제기를 다른 사람이 먼저 차올리면 탈락하게 된다. 가장 오래 남는 사람이 게임에서 이기게 된다.

## 팩차기
1980년대 말부터 1990년대에 걸쳐 대학생들이 빙 둘러서서 마시고 난 우유팩을 제기처럼 차는 '팩차기'가 성행했다. 1980년대말 서울대학교 복학생들이 시작한 것으로 알려진다.

## 참고 자료
- 이 문서에는 다음커뮤니케이션(현 카카오)에서 GFDL 또는 CC-SA 라이선스로 배포한 글로벌 세계대백과사전의 내용을 기초로 작성된 글이 포함되어 있습니다.